# IC 213
IC 213 је спирална галаксија у сазвјежђу Ован која се налази на листи објеката дубоког неба у Индекс каталогу.
Деклинација објекта је + 16° 27' 22" а ректасцензија 2h 14m 4,2s. Привидна величина (магнитуда) објекта IC 213 износи 14,0 а фотографска магнитуда 14,8. IC 213 је још познат и под ознакама UGC 1719, MCG 3-6-46, CGCG 461-67, PGC 8556.